# Дирбах
Дирбах (нем. Dierbach) — община в Германии, в земле Рейнланд-Пфальц. 
Входит в состав района Южный Вайнштрассе. Подчиняется управлению Бад Бергцаберн.  Население составляет 564 человека (на 31 декабря 2010 года). Занимает площадь 5,48 км².